# 愛音まりあ
愛音 まりあ（あいね まりあ、1996年2月22日 - ）は、日本の元AV女優。ティーパワーズ所属。

## 略歴・人物
神奈川県出身。2016年10月25日、Twitter開始。ニコニコ動画初投稿。
2017年1月6日、プレステージ専属女優としてAVデビュー。
元々「まりあ」の名前でニコニコ動画にコスプレの動画を投稿していて、そのことがきっかけでAV女優に誘われた。また、元彼の友達のAV女優との会話からAV女優をやりたいと思ったとも話している。
2021年8月6日、自身のTwitterにて同年9月の作品をもって引退する事を発表。

## 出演作品

### アダルトDVD
メーカーは、全てプレステージ。
| 2017年   | 2017年                                                                                       | 2017年   | 2017年          | 2017年 |
| 発売日   | タイトル                                                                                     | 品番     | 備考            |        |
| -------- | -------------------------------------------------------------------------------------------- | -------- | --------------- | ------ |
| 1月6日   | 新人 プレステージ専属デビュー                                                                | BGN-041  |                 |        |
| 2月10日  | 新・絶対的美少女、お貸しします。 ACT.67                                                      | CHN-127  |                 |        |
| 3月3日   | 愛音まりあがご奉仕しちゃう超最新やみつきエステ 40                                            | ABP-573  |                 |        |
| 4月7日   | 女子マネージャーは、僕達の性処理ペット。 024                                                 | ABP-583  |                 |        |
| 5月5日   | 愛音まりあの極上筆おろし 13                                                                  | ABP-593  |                 |        |
| 6月2日   | 濃厚密写 接写エロティシズム3本番 ACT.09                                                      | ABP-602  |                 |        |
| 6月30日  | シロウトTV×PRESTIGE PREMIUM 27                                                               | SIV-029  | ※「まりあ」名義 |        |
| 7月7日   | 人生初・トランス状態 激イキ絶頂セックス 39                                                   | ABP-612  |                 |        |
| 8月4日   | 絶対的鉄板シチュエーション 5                                                                 | ABP-623  |                 |        |
| 9月1日   | 風俗タワー 性感フルコース3時間SPECIAL ACT.19                                                 | ABP-635  |                 |        |
| 9月8日   | ラグジュTV×PRESTIGE SELECTION 36                                                             | LXVS-036 |                 |        |
| 10月6日  | スポコス汗だくSEX４本番！ 体育会系・愛音まりあ act.11                                        | ABP-646  |                 |        |
| 11月3日  | 美少女と、貸し切り温泉と、濃密性交と。 03                                                    | ABP-657  |                 |        |
| 12月1日  | 焦らし寸止め絶頂セックス ACT.06                                                              | ABP-671  |                 |        |
| 2018年   |                                                                                              |          |                 |        |
| 1月12日  | なまなかだし 20                                                                              | ABP-682  |                 |        |
| 2月9日   | ラッキースケベ 5                                                                             | ABP-692  |                 |        |
| 3月2日   | 1VS1【※演技一切無し】本能剥き出しタイマン4本番 ACT.12                                        | ABP-699  |                 |        |
| 4月13日  | 超高級 裏スパ癒らしぃサロン 05                                                               | ABP-714  |                 |        |
| 4月27日  | 愛音まりあ 8時間 BEST PRESTIGE PREMIUM TREASURE vol.01                                       | PPT-060  | ※女優ベスト     |        |
| 5月11日  | 彼女のお姉さんは、誘惑ヤリたがり娘。 17                                                      | ABP-725  |                 |        |
| 6月1日   | 本番オーケー！？噂の裏ピンサロ 02                                                            | ABP-734  |                 |        |
| 7月6日   | 接吻狂い ぐちょぐちょ唾液まみれ4本番 ACT.03                                                  | ABP-748  |                 |        |
| 8月3日   | 神イカせ 完全ガチ拘束強●アクメ 05 過剰な絶頂が引き起こす快楽と苦痛の両天秤で膀胱崩壊絶頂！！ | ABP-759  |                 |        |
| 9月7日   | ボクの姉・愛音まりあとエッチなふたりぐらし 近親相姦シリーズ No.004                           | ABP-772  |                 |        |
| 10月5日  | 究極性交 5人の監督による究極の5本番 ACT.04                                                   | ABP-782  |                 |        |
| 11月2日  | 人妻 愛音まりあ どエロい人妻妄想性活4シチュエーション WIFE 02                                | ABP-794  |                 |        |
| 11月23日 | 愛音まりあ 8時間 BEST PRESTIGE PREMIUM TREASURE vol.02                                       | PPT-067  | ※女優ベスト     |        |
| １2月7日 | ひたすら生でハメまくる、終らない中出し性交。                                                 | ABP-805  |                 |        |
| 2019年   |                                                                                              |          |                 |        |
| 1月4日   | 絶対的美少女、お貸しします。 全国縦断Special                                                 | ABP-817  |                 |        |
| 2月1日   | 愛音まりあが腰をず～～っと振り続けるセルフトランス騎乗位                                     | ABP-826  |                 |        |
| 2月22日  | 愛音まりあ SUPER BEST 8時間                                                                  | GAH-123  | ※女優ベスト     |        |
| 3月1日   | 天然成分由来 愛音まりあ汁 120％ 56                                                           | ABP-836  |                 |        |
| 4月5日   | 絶対的鉄板シチュエーション 17                                                                | ABP-844  |                 |        |
| 5月3日   | スプラッシュまりあ                                                                           | ABP-853  |                 |        |
| 5月31日  | 愛音まりあ 8時間 BEST PRESTIGE PREMIUM TREASURE vol.03                                       | PPT-077  | ※女優ベスト     |        |
| 6月7日   | 大学時代に見向きもされなかった俺達が媚薬を使って憧れの女を絶頂（イカ）せまくった記録。       | ABP-864  |                 |        |
| 7月5日   | まさかの新性活！？隣のえっちな愛音まりあ                                                     | ABP-875  |                 |        |
| 8月2日   | 2人だけでとろけ合う 激情絶頂スローセックス ACT.03                                            | ABP-884  |                 |        |
| 9月6日   | チート級にエロ可愛い愛音まりあが全力で誘惑してくる夢の5シチュエーション                      | ABP-895  |                 |        |
| 10月4日  | 強制中出し 射精執行官 02 ドS執行官が爆速騎乗位で、不純精子を絞りとる！！                     | ABP-906  |                 |        |
| 11月1日  | 中出し やりたい放題 1                                                                        | ABP-917  |                 |        |
| 11月29日 | 愛音まりあ 8時間 BEST PRESTIGE PREMIUM TREASURE vol.04                                       | PPT-085  | ※女優ベスト     |        |
| 12月6日  | 伝説の超高級サロン 究極のM性感 秘密倶楽部                                                    | ABP-929  |                 |        |
| 2020年   |                                                                                              |          |                 |        |
| 1月3日   | ヤリ過ぎ中出し温泉 File.02                                                                   | ABP-936  |                 |        |
| 2月7日   | 愛音まりあの極上筆おろし2nd 34                                                               | ABP-945  |                 |        |
| 3月6日   | 変態サムライ×愛音まりあ 接写エロス 4時間 其の弐                                              | ABP-955  |                 |        |
| 4月3日   | 僕とまりあの異世界性活 ACT.05                                                                | ABP-965  |                 |        |
| 5月1日   | 密着ドキュメント FILE.05                                                                     | ABP-973  |                 |        |
| 6月5日   | 性欲、解放区。お互い性欲が尽き果てるまで【たかめ合う】濃密性交 03                            | ABP-982  |                 |        |
| 7月3日   | 愛音まりあ 8時間 BEST PRESTIGE PREMIUM TREASURE vol.05                                       | PPT-095  | ※女優ベスト     |        |
| 9月4日   | 夢の快楽射精 誘惑メンズエステ 02                                                             | ABW-004  |                 |        |
| 10月2日  | からかい上手の愛音さん。                                                                     | ABW-014  |                 |        |
| 11月6日  | エロかわ方言シチュエーション vol.01                                                          | ABW-021  |                 |        |
| 12月4日  | 神イカせ 2nd 完全ガチ拘束アクメ地獄                                                          | ABW-030  |                 |        |
| 12月11日 | 愛音まりあ 8時間 BEST PRESTIGE PREMIUM TREASURE vol.06                                       | PPT-103  | ※女優ベスト     |        |
| 2021年   |                                                                                              |          |                 |        |
| 1月22日  | 綺麗なお姉さんの完全エスコートSEX 年下くんを性の悩みから解放するドキュメント                 | ABW-049  |                 |        |
| 2月26日  | ※胸糞NTR 最悪の鬱勃起映像 幸せを約束した大好きな彼女がおっさんに寝取られて、壊されました。   | ABW-061  |                 |        |
| 3月26日  | 絶対的下から目線 おもてなし庵 美顔小町 愛音まりあ 18                                         | ABW-072  |                 |        |
| 4月23日  | 圧倒的ケツ圧ピストン！！神尻杭打ち騎乗位                                                     | ABW-081  |                 |        |
| 5月21日  | 全裸家政婦 新感覚ヴァーチャルセックス性活をあなたに。 Staff01                                | ABW-092  |                 |        |

### アダルトVR
メーカーは、全てプレステージ。
| 2017年   | 2017年                                                               | 2017年    | 2017年       | 2017年 |
| 発売日   | タイトル                                                             | 品番      | メーカー     | 備考   |
| -------- | -------------------------------------------------------------------- | --------- | ------------ | ------ |
| 12月1日  | 甘えたがりの恋人・愛音まりあの誘惑ラブラブSEX！                      | PRDVR-015 | プレステージ |        |
| 12月29日 | 凄テクお姉さん・愛音まりあの淫語満載ご奉仕SEX!                       | PRDVR-016 | プレステージ |        |
| 2019年   |                                                                      |           |              |        |
| 1月11日  | 指名率No.１！120％神対応の泡姫・愛音まりあの極上おもてなしセックス！ | PRDVR-037 | プレステージ |        |
| 2月8日   | 禁断セックス！僕のお姉ちゃん・愛音まりあの近親相姦筆下ろし！         | PRDVR-039 | プレステージ |        |

### イメージDVD
- 愛音まりあが好きすぎて愛音まりあが彼女になってた（2017年8月25日、GRAPHIS）
- Maria 情熱キャットガール（2018年1月4日、REbecca）
- Maria2 南の島のマリア様（2019年11月21日、REbecca）
- Maria3 My time will come（2021年2月18日、REbecca）

### 写真集
- ぐるっとまわせる！原寸大おっぱい図鑑3D（2019年2月4日、一迅社　撮影：須崎祐次、監修：安田理央）‐Eカップモデル[8]
- sensual moisture（2020年12月21日、プレステージ出版）

## テレビ
- ケンコバのバコバコテレビ（2017年 - 、サンテレビ） - スタジオレギュラー

## グラビアサイト
- グラフィスギャルズ-愛音まりあ（グラフィス）

## イベント
- 秋葉原デビューイベント[9]（2017年1月12日）
  - ラムタラMEDIA WORLD AKIBA
- 秋葉原-神田サイン会[10]（2017年2月11日） 
  - 買取販売市場ムーランアキバ
  - 明治書店神田店
- 大阪サイン会[11]（2017年2月18日）
  - 買取りまっくす日本橋店
  - FANFUNBooks
- 秋葉原サイン会[12]（2017年3月12日）
  - MIS秋葉原店
  - 買取販売市場ムーランアキバ
- エムズ秋葉原店ジャックイベント[13]（2017年3月18日）
  - エムズ秋葉原店
- ラムタラ大宮駅前店ジャックイベント[14]（2017年4月9日）
  - ラムタラ 大宮駅前店
- 秋葉原サイン会[15]（2017年4月29日）
  - ラムタラ秋葉原店
  - アリババ秋葉原店
- プレステージ大阪ジャック2017[16]（2017年5月13日）　
  - FANFANBOOKS（旧信長書店お宝館）
  - 買取りまっくす日本橋店
- 秋葉原サイン会[17]（2017年5月21日）
  - MIS秋葉原店
  - ラムタラMEDIA WORLD AKIBA

- 五反田-新橋サイン会[18]（2017年6月4日）
  - TSUTAYA 西五反田店
  - TSUTAYA 新橋店
- 秋葉原サイン会[19]（2017年6月25日）
  - アリババ秋葉原店
  - ラムタラMEDIA WORLD AKIBA

- 池袋-新宿サイン会[20]（2017年7月30日）
  - TSUTAYA 池袋ロサ店
  - 新宿TSUTAYA歌舞伎町DVDレンタル館
- 秋葉原サイン会[21]（2017年8月6日）
  - ラムタラ秋葉原店
  - エムズ秋葉原店
- 鳥取・島根サイン会[22]（2017年9月2日）
  - アリオン米原店（明治書店 米原店）
  - アリオン学園店（明治書店 学園店）
  - アリオン浜山通り店（明治書店 出雲店）
  - 明治書店浜乃木店
- 秋葉原サイン会[23]（2017年9月15日） 
  - MIS秋葉原店
- 【GRAPHIS】DVD・Blu-ray発売記念イベント[24]（2017年9月30日）
  - 買取販売市場ムーランアキバ
  - ラムタラ秋葉原店
- 秋葉原サイン会[25]（2017年10月7日）
  - エムズ秋葉原店
  - アリババ秋葉原店
- 秋葉原サイン会[26]（2017年11月5日）
  - ラムタラ秋葉原店
  - ラムタラMEDIA WORLD AKIBA
- Japan Adult Expo 2017[27]（2017年11月17、18日）
  - ディファ有明
- 秋葉原サイン会[28]（2017年11月25日）
  - ラムタラMEDIA WORLD AKIBA
  - アリババ秋葉原店
- プレステージアキバジャック2017[29]（2017年12月2日）
  - ラムタラ エピカリ アキバ
  - ラムタラMEDIA WORLD AKIBA
- 秋葉原サイン会[30]（2017年12月16日）
  - MIS秋葉原店
  - ラムタラ エピカリ アキバ
- 秋葉原サイン会[31]（2018年1月14日）
  - 買取販売市場ムーランアキバ
  - アリババ秋葉原店
- 大阪サイン会[32]（2018年1月28日）
  - トレンド書店 26号線葛の葉店
- 秋葉原サイン会[33]（2018年2月11日）
  - 買取販売市場ムーランアキバ
  - MIS秋葉原店
- 横浜サイン会[34]（2018年2月25日）
  - ラムタラ横浜駅前店
  - 買取販売市場mulan横浜西口店
- 秋葉原サイン会[35]（2018年3月4日）
  - ラムタラ秋葉原店
  - ラムタラ エピカリ アキバ
- 秋葉原サイン会[36]（2018年4月8日）
  - 買取販売市場ムーランアキバ
  - アリババ秋葉原店
- 静岡県サイン会[37][38]（2018年4月30日）
  - オフアンドオフ池田店[39]
  - ビドキッド函南店[40]
- 【プレステージ×宝島24】 第二弾  園田みおん&愛音まりあWキャストイベント[41]（2018年5月7日）
  - 宝島24赤羽店イベントフロア
- 秋葉原サイン会[42]（2018年5月13日）
  - ラムタラ エピカリ アキバ
  - 買取販売市場ムーランアキバ
- DMM.R18アダルトアワード2018[43]（2018年5月19日）
  - ディファ有明
- 愛媛県-高知県サイン会[44]（2018年5月26日）
  - TSUTAYA WILL 久万の台
  - TSUTAYA 御座店
- 香川県サイン会[45]（2018年5月27日）
  - ビデオ100丸亀土器店
- 上野-秋葉原サイン会[46]（2018年6月2日）
  - ラムタラ上野店
  - ソフネット本店
- 専属 園田みおん&愛音まりあ 北海道 Wキャストイベント[47]（2018年6月23、24日）
  - スポット　厚別店
  - 安市 太平店
  - お宝鑑定館 苫小牧店

## 記事
- 2017年プレステージ専属女優第一弾!!　すべてが最高水準なAV女優・愛音まりあ独占インタビュー[48]（2017年1月6日、メンズサイゾー）
- 【新作アダルトVR情報】愛音まりあの初アダルトVRが登場！AVOPENフルコンプも出ちゃいました！（2017.11.25~12.1）[49]（2017年12月1日、VR通信）
- プレステージ専属AV女優・愛音まりあが自信なさげ？！デビュー前からAV見まくってるヘビーユーザーだけに不安MAX！「私なんて売れてない！」▼丁々発止バトルから見えた彼女のファンへの思い。間違いない、すげーいい子に違いない。【DMMアワード最優秀新人女優賞ノミネート記念インタビュー前編】[50](2018年4月7日、DMMニュースR18)
- 愛音まりあまとめ！ニコニコ動画出身の美少女、愛音まりあがえっち！[51] （2018年4月13日、VR通信）
- 愛音まりあのVR動画&AVランキング！【絶対的美少女】なのにエロい！抜けるAV女優決定版！[52]（2018年4月16日、VR通信）
- ヘビーAVユーザー愛音まりあ激白。DMMのアプリはココがダメ！○○が出てきたら早送り！本音トークに取材陣(特にカジカ)感動。▼ネガティブ？いやいや超真面目なんです▼乳首のキレイな女優さんが好き！愛するプレステージに恩返しがしたい！【DMMアワード最優秀新人女優賞ノミネート記念インタビュー後編】[53](2018年4月24日、DMMニュースR18)
- モー娘。も受けたセクシー女優・愛音まりあ　新人賞にかける意気込みは…[54](2018年4月27日、しらべぇ)
- 【前編】プレステージ専属女優、超美形の愛音まりあさん。さぞかし華麗なる恋愛経験をお持ちで…と思いきや、エロ遍歴の序盤は、思い描いていたのとはかなりギャップがあったみたい。【愛音まりあ 人気AV女優インタビュー】[55](2018年5月9日、xticy)
- 【後編】お父さんの隠しAVは、やっぱり娘に見られてる！？性への目覚めやオリジナリティ溢れるオナニー方法までぐぐっと詳しく聞いちゃいます。【愛音まりあ 人気AV女優インタビュー】[56](2018年05月18日、xcity)

## 雑誌
- バイキチ 2017年4月号 （2017年02月24日、イージーパブリッシング）
- 週刊プレイボーイ2017年7月31日号（2017年07月15日、集英社）※泡パ。プレステージ専属　絶対的美少女×5
- 究極美女プレステージ Vol.17（2017年10月16日、三和出版）
- ＦＬＡＳＨ（フラッシュ）２０１７年１０月３１日号[57]（2017年10月17日、光文社）
- 週刊大衆 2017年11/6号 （2017年10月23日、双葉社）
- 週刊ポスト十一月十七号（2017年11月6日、小学館)
- 超キレい超かわいい 2017年12月号 Vol.27（2017年11月8日、ダイアプレス）
- 週刊実話2017年12月7日号（2017年11月22日、日本ジャーナル出版）
- TOKYO GALs COLLECTION ～東京ギャルズコレクション～ 2018年2月号（2017年12月28日、大洋図書）
- エロいカラダの女教師[58]（2018年01月09日、大洋図書）
- TOKYO GALs COLLECTION ～東京ギャルズコレクション～ 2018年4月号（2018年2月28日、大洋図書）
- エキサイティングマックス！　5月号（2018年3月26日、ぶんか社）

- 週刊プレイボーイ2018年4月30日号(2018年4月16日、集英社)　※プレイボーイ×DMM.R18 ADULT AWARD 2018コラボ企画
- 働くレディ お貸しします Vol.40(2018年4月4日、ミリオン出版)
- ガチイキ素人PREMIUM～美しすぎるオンナたち～Vol.2（2018年4月5日、三和出版）
- TOKYO GALs COLLECTION ～東京ギャルズコレクション～ 2018年6月号（2018年4月28日、大洋図書）
- プレステージ的鉄板シチュエーション（2018年5月11日、三和出版）